# Jaciment de Bernissart
El jaciment de Bernissart (Bernissart, Hainaut, Bèlgica) és conegut principalment per haver proporcionat 28 esquelets fòssils complets d'Iguanodon, un dels dinosaures més ben coneguts gràcies a aquest jaciment. També s'han recuperat restes d'un dinosaure carnívor, dues espècies de cocodril, dues tortugues, quinze de peixos (amb més de 3.000 exemplars), artròpodes i restes vegetals. El jaciment es va formar en el Cretaci inferior, fa entre 130 i 112 milions d'anys enrere (Barremià mitjà - Aptià primerenc).
Els primers fòssils van aparèixer per casualitat el 1878 a l'interior d'una mina de carbó, durant l'excavació d'una galeria a 322 m de profunditat. Es trobaven al farcit argilenc cretaci d'una xemeneia càrstica vertical que travessava les calcàries amb carbó paleozoiques que estaven explotant. Els miners van denominar posteriorment «bossa dels iguanodonts» («cran» aux iguanodons) a aquesta formació d'argiles amb fòssils. Les excavacions es van realitzar durant tres anys, fins a 1881; posteriorment, el 1921, la mina es va inundar i va tancar definitivament.
Durant les ocupacions de Bèlgica pels alemanys en les dues guerres mundials es va intentar sense èxit l'extracció de nous fòssils per als museus germànics, però dificultats tècniques afavorides per la resistència belga ho van impedir en ambdós casos.
La gènesi i estructura del jaciment és molt peculiar, ja que es va formar en una zona pantanosa sota la qual hi havia una dolina que engolia els sediments que s'hi anaven dipositant gradualment. Així es va formar l'acumulació d'argiles en una «xemeneia» càrstica de 150 a 200 metres de diàmetre. El clavegueró continua centenars de metres en profunditat, farcit per runa de roques carboníferes.

## Història

### Descobriment

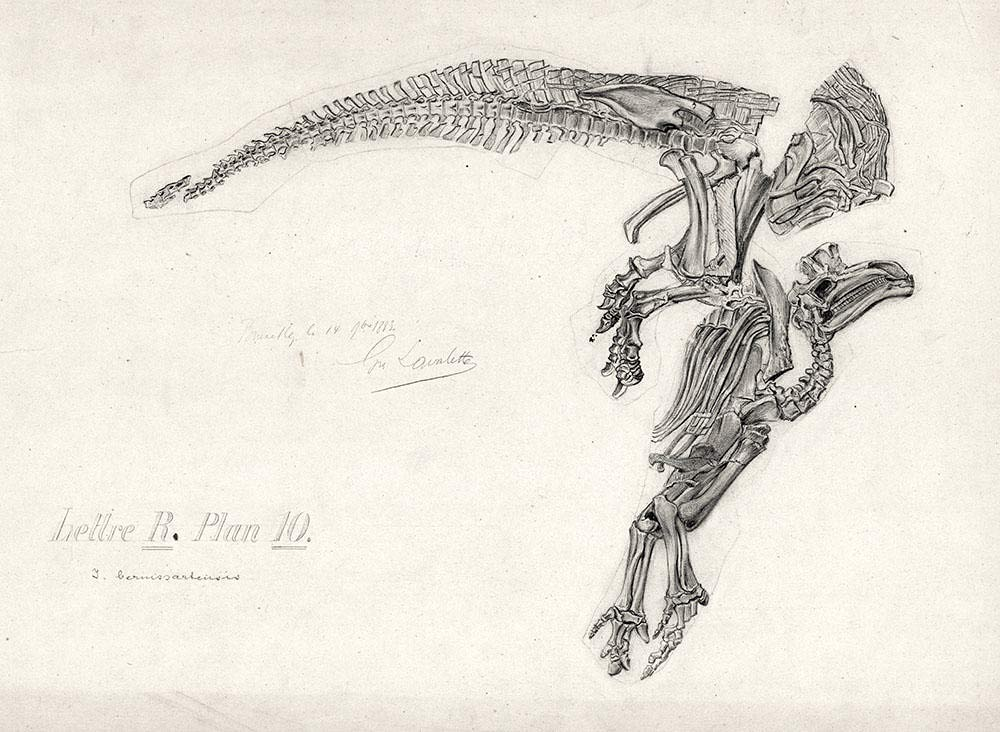
Un dels esquelets complets d'Iguanodon bernissartensis (el núm. 28) en la posició en la qual es va trobar (dibuix de Lavalette de 1883).

Els primers fòssils es van trobar casualment al pou de Santa Bàrbara de la mina de carbó de Bernissart, a 322 metres de profunditat. A finals de març de 1878 s'estava perforant una galeria horitzontal per travessar una bossa argilenca que tallava verticalment una de les capes de carbó i poder prosseguir l'explotació en l'altre costat. A l'argila, Jules Créteur, un dels miners, es va trobar amb el que va pensar eren troncs farcits d'or (realment eren ossos fòssils impregnats de pirita). El director de la mina, G. Fagès, els va interpretar correctament com a restes òssies amb pirita, confirmant-ho un metge local a qui els va ensenyar un capatàs en un cafè de la vila. En els dies següents van continuar apareixent ossos, per la qual cosa es va avisar un enginyer de mines reconegut, L. F. Cornet, que va baixar al pou el 8 d'abril. Cornet va mostrar alguns fragments de fòssils al zoòleg de la Universitat de Lovaina P. J. van Beneden, qui va identificar les peces dentàries com a pertanyents a Iguanodon i que posteriorment, el 7 de maig, exposaria públicament les troballes en una conferència de la Reial Acadèmia de Ciències.
Els fòssils trobats començaven a desfer-se ràpidament en treure'ls a l'exterior, a causa del que llavors s'anomenava «malaltia de la pirita», així que el 12 d'abril, Fagès, va comunicar les troballes a l'Administració de Mines i el mateix dia es va enviar un telegrama al Museu de Brussel·les demanant ajuda urgent:
| «                                                             | «Descobertes importants ossades en mina de carbó Bernissart es descomponen per pirita enviar Depauw demà per a arribar estació Mons vuit hores [del] matí és urgent» | » |
| — Gustave Arnaut, enginyer principal. Mons 12 d'abril de 1878 | |   |

### Excavacions
Louis de Pauw, conservador del Museu de Brussel·les, va arribar a Bernissart el 13 d'abril. Coneixedor de les tècniques de preservació de les restes, va proposar d'encarregar-se de les excavacions i la conservació de les troballes, a condició que el material trobat se cedís al museu de Brussel·les. El consell d'administració de l'empresa explotadora, Charbonnage de Bernissart, va autoritzar els treballs i l'estat belga va assignar recursos extraordinaris per desenvolupar-los. De Pauw va comptar amb dos treballadors del museu i vuit miners.
Els primers treballs van tenir lloc de maig a octubre de 1878, i es van extraure cinc esquelets d'iguanodont. El mes d'agost un terratrèmol va causar un corriment de terres que va tenir tancat l'equip de treball a la mina durant un parell d'angunioses hores. Els treballs es van haver d'interrompre l'octubre per la inundació de la galeria, a conseqüència dels moviments de terres. Després d'instal·lar-se bombes, es van reiniciar els treballs l'agost de 1879 al mateix lloc, recuperant uns altres catorze esquelets d'Iguanodon, dos de cocodril i uns altres dos de tortuga.
En el mateix nivell, a 322 metres de profunditat, a la galeria que s'estava perforant per travessar la bossa d'argiles, es van trobar vuit esquelets d'Iguanodon i un de cocodril, tots als últims vint metres abans del límit amb les calcàries carboníferes.
El 1881 s'havia perforat una nova galeria a 356 metres de profunditat que també travessava la «bossa dels iguanodonts»; el farcit ara, a aquesta profunditat, eren de només vuit metres de diàmetre. Es van recuperar aquí uns altres tres esquelets d'iguanodont.
La saturació dels magatzems i dipòsits habilitats a l'efecte pel Museu van obligar a paralitzar els treballs el 1881, s'havien enviat 130 tones de blocs amb ossos extrets de la mina. Havien de processar a més el material extret i les subvencions oficials ja havien assolit els 70.000 francs belgues de l'època. Va ser el final definitiu de les excavacions. La mina, inundada, va ser tancada el 1921.

### Intents de reobertura
Durant la Primera Guerra Mundial, quan Bèlgica va ser ocupada pels alemanys, es van fer preparatius per iniciativa del paleontòleg Otto Jaekel, de la Universitat de Greifswald, per obrir de nou la mina per a l'obtenció d'esquelets d'iguanodont per a diversos museus alemanys, que hi estaven molt interessats. Per a això es va començar a perforar una nova galeria a una profunditat intermèdia entre les dues ja explorades. Els treballs van ser molt lents, una situació sembla que afavorida per una certa mala disposició dels belgues. Els responsables de l'ocupació no van voler forçar als miners de Bernissart com pretenia Jaekel, oposats a l'extracció de seus iguanodonts, ja que els interessava més l'obtenció del carbó belga sense disturbis amb els miners. En qualsevol cas, l'evacuació alemanya, a fi de la guerra, va arribar abans que s'assolissin nivells fossilífers.
Després de la guerra, es va estudiar la possibilitat de continuar els treballs, però l'alt cost econòmic va impedir-ne la posada en marxa.
Durant la Segona Guerra Mundial un nou intent alemany de continuar l'extracció de fòssils va ser sabotejat per la Resistència francesa.
En la dècada de 1980 un projecte privat, Recherche des Iguanodons, va intentar aconseguir fons per reobrir la mina. Segons els seus càlculs hi podria haver encara fins a 25.000 esquelets d'Iguanodon.

### Prospeccions recents
Per tal de determinar la geologia del jaciment amb detall i avaluar el possible contingut fòssil que hi roman in situ, el 2002 es van realitzar tres sondejos a la «bossa dels iguanodonts» amb recuperació de testimoni i aparells de mesura, que van assolir els 400 m de profunditat. En un dels sondejos es van extreure mostres d'os i dents d'Iguanodon, a 296,5 i 309 m de profunditat, demostrant que el jaciment no està exhaurit i que encara podria contenir abundants fòssils.

## Geologia
El jaciment de Bernissart s'ubica als sediments que inicien el farcit de la conca mesozoic-cenozoica de Mons, a la seva vora nord. La conca té una forma allargada de direcció E-O i el substrat Paleozoic el formen calcàries amb capes de carbó i lutitas del Carbonífer, pertanyents a la conca hullera d'Hainaut.

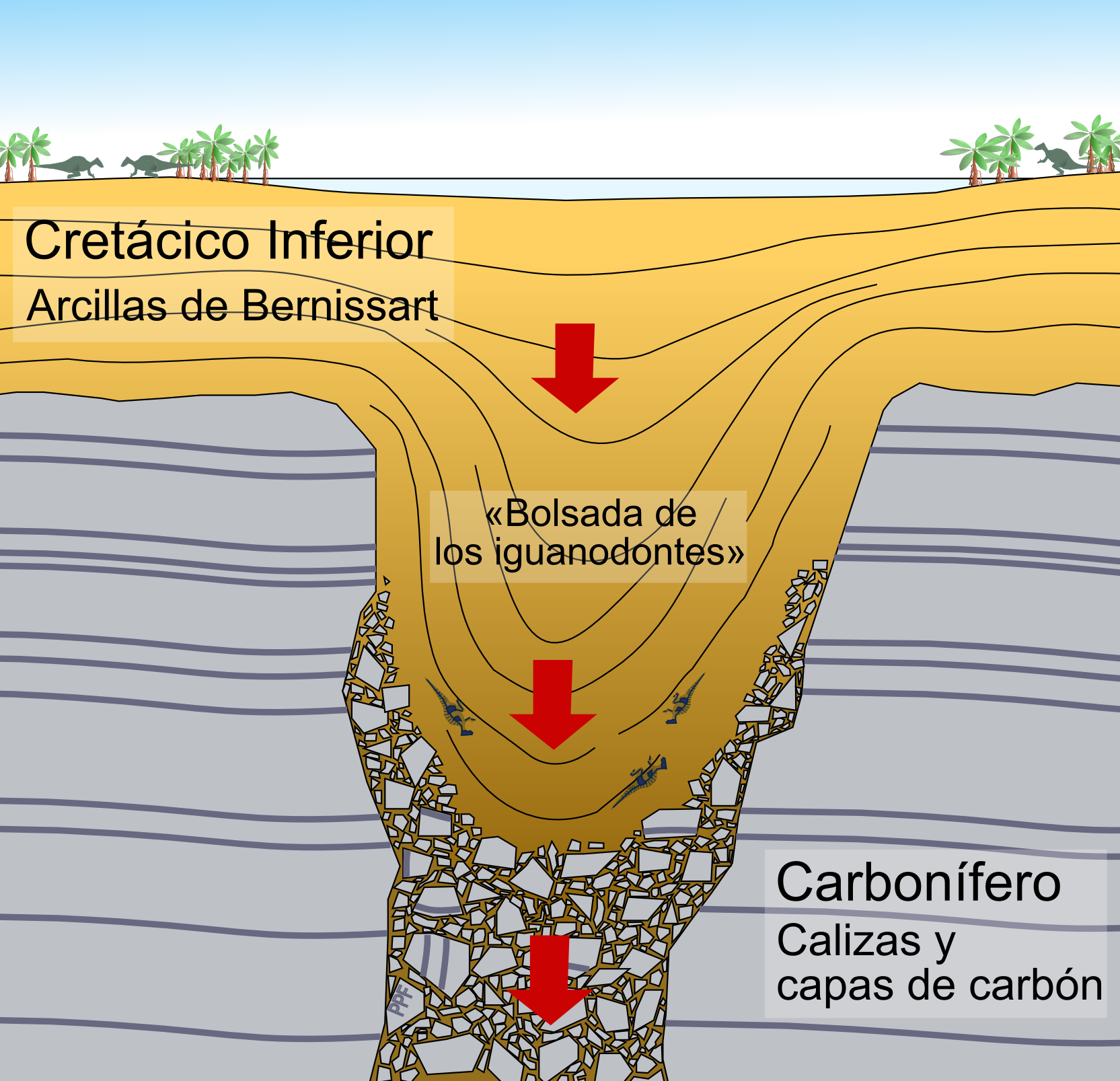
Secció esquemàtica mostrant la formació del jaciment de Bernissart durant el Cretaci primerenc (fauna, flora i fòssils no estan a escala). Basat en Bultynck, 1989 i Departament d'Enginyeria de Mines de Mons.

Sobre la superfície carstificada de calcàries carboníferes, i amb un hiatus de més de 200 milions d'anys, van començar a dipositar-se entre el Barremià mitjà o l'Aptià primerenc, les «argiles de Bernissart», negres, molt riques en matèria orgànica, en ambients continentals lacustres i palustres amb aigües pobres en oxigen. A la regió, a més de les argiles de Bernissart, que no afloren avui en superfície, hi ha diversos afloraments discontinus de sediments detrítics en fàcies de tipus Weald («wealdienques»), com la Formació Argila de Baudour (Saint-Ghislain), o les sorres i graves de Thieu (Le Rœulx).
D'altra banda, i simultàniament, les calcàries del substrat paleozoic van sofrir processos de carstificació, dissolent-se en alguns nivells profunds calcàries, sals i anhidrites. En alguns llocs, a causa d'aquests processos de dissolució, es van formar «xemeneies» -tubs verticals de 100 a 300 metres de diàmetre i diversos centenars de metres d'altura-, desenvolupades de baix a dalt, provocant el progressiu enfonsament de les capes superiors en el seu avenç cap a la superfície. Les que van arribar a obrir-se a l'exterior van formar dolines i van actuar com a trampes de sediments. A la conca hullera d'Hainaut s'han comptabilitzat més de 100 d'aquests claveguerons, que en la terminologia minera de la zona es denominen crans (bosses), farcits amb materials no més recents al Cretaci.
El clavegueró càrstic de Bernissart va modelar una zona una mica més deprimida a la superfície, que va condicionar que es concentressin les aigües com a zona pantanosa. L'enfonsament progressiu anava «engolint» lentament el que allà es dipositava, condicionant l'acumulació de nous sediments. La plasticitat de les argiles va permetre que s'anessin emmotllant gradualment a la forma de la xemeneia càrstica per la pressió dels següents aportaments, preservant així mateix els ossos fòssils que portaven, conformant així el peculiar farcit de la «bossa amb els iguanodonts». La xemeneia de Bernissart és de secció el·líptica, amb diàmetres entre 200 i 150 metres i sota el farcit de les argiles de Bernissart està ocupada per bretxes de materials carbonífers col·lapsats.
Després de la sedimentació de les «argiles wealdienques» es manifesta a la conca una transgressió marina durant l'Albià, amb calcàries bioclàstiques amb glauconita, sorres i margues. No hi ha indicis que es continuïn, a partir d'aquesta nova situació, els processos càrstics subterranis que van donar lloc a les trampes de sediments, que van quedar segellades definitivament. La sedimentació marina continuarà omplint la conca durant tot el Cretaci superior fins al final del Paleocè, quan la conca deixa de ser activa.
En l'actualitat (Holocè), s'estan desenvolupant novament dolines sobre les calcàries carboníferes a la regió, en condicions superficials molt diferents de les del Cretàcid, però que responen a processos càrstics en profunditat similars als de llavors.

### Origen hidrotermal de la carstificació profunda
Segons Quinif (2009) la carstificació causant de les profundes xemeneies, que afecten les calcàries carboníferes de la regió, és també responsable d'una intensa carstificació a nivell regional que va provocar la subsidència general del substrat carbonífer durant el Cretaci primerenc. Atribueix la intensa dissolució en nivells profunds del Pennsylvanià a l'activitat hidrotermal, amb aigües freàtiques molt calentes, químicament agressives, que actuarien almenys des del Cretaci primerenc, en una situació de tectònica distensiva, fins al Turonià (inicis del Cretaci superior), quan es produeix la forta transgressió marina.

## Paleontologia

### Sistemàtica
Relació de tàxons identificats al jaciment:

#### Vegetació

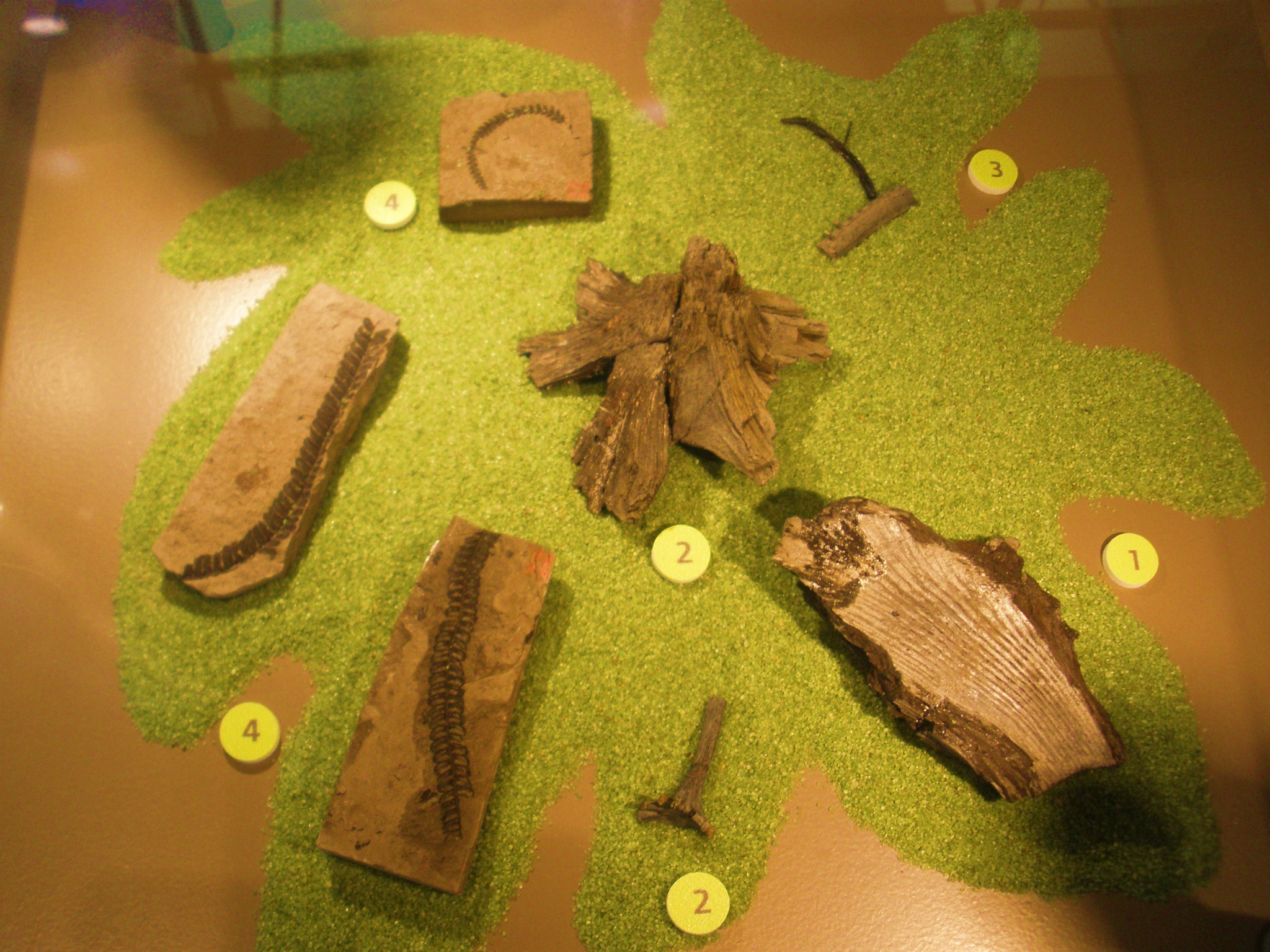
Fòssils de diferents parts anatòmiques de Weichselia reticulata.

- Weichselia reticulata, una falguera comuna al Cretaci, de diversos metres d'altura amb arrels aèries. Restes fragmentàries molt abundants.
- Coníferes, restes molt escasses: fusta, cons, gotes d'ambre.

No s'han trobat restes de plantes caducifòlies.

#### Artròpodes
S'han recuperat dues restes d'insectes, una larva i un fragment de l'ala d'un hemípter: Hylaenoneura lignei.

#### Peixos

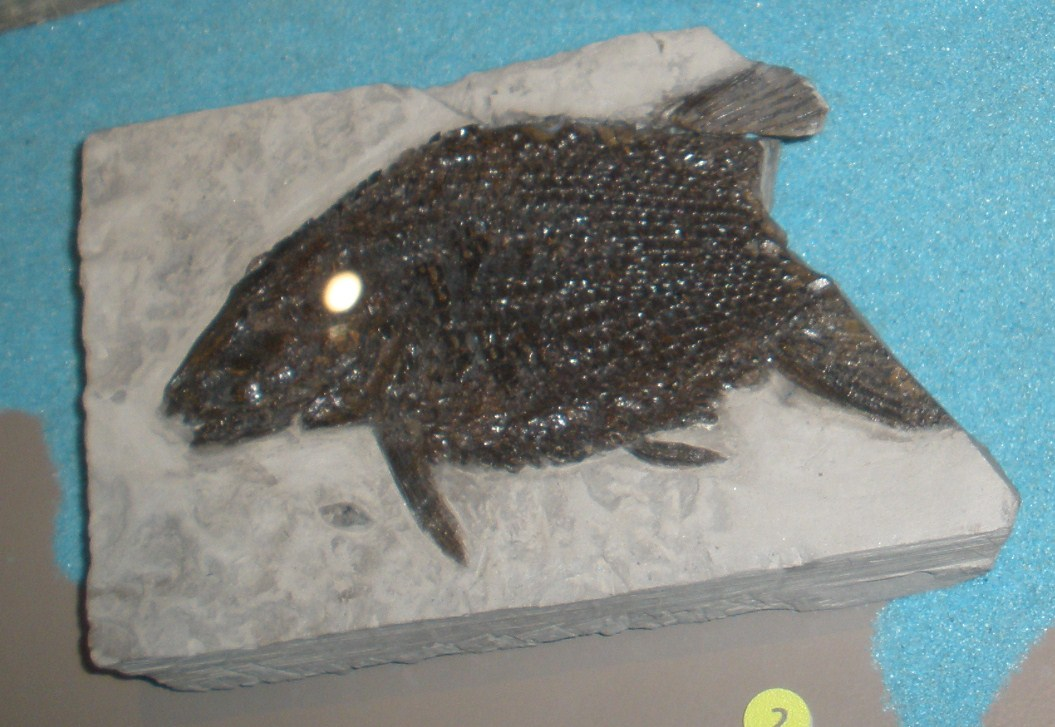
Lepidotes bernissartensis

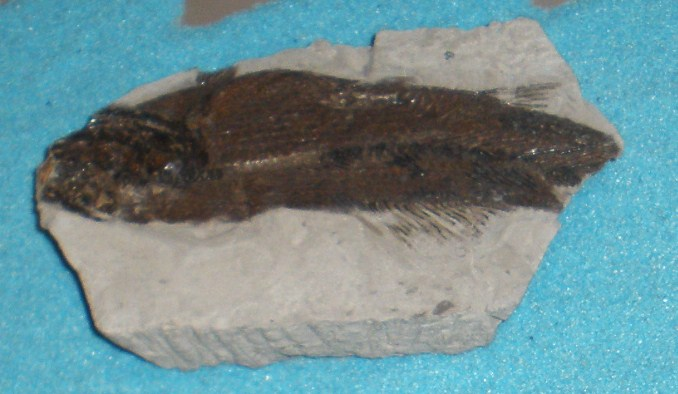
Amiopsis dolloi

Els peixos són el grup més ben representat i més diversificat del jaciment, amb més de 3.000 restes pertanyents a quinze espècies, catorze de les quals es van descriure per primera vegada en aquest jaciment.
- Osteïcti:
  - Ordre Palaeonisciformes: Coccolepis macropterus
  - Ordre Pycnodontiformes: Lepidotes bernissartensis, L. brevifulcratus, L. arcuatus, Turbomesodon bernissartensis.
  - Ordre Amiiformes: Callopterus insignis, Amiopsis dolloi, A. lada, Notagogus parvus.
  - Ordre Pholidophoriformes: Pholidophorus obesus, Pleuropholis sp.
  - Ordre Gonorhynchiformes: Aethalionopsis robustus.
  - Ordre Salmoniformes: Pattersonella formosa, Nybelinoides brevis.
- Teleostis:
  - Ordre Elopiformes: Arratiaelops vectensis.

#### Amfibis
Una primitiva salamandra Hylaeobatrachus croyii : un exemplar de vuit centímetres de longitud ben preservat, amb l'esquelet complet i una clara impressió de les brànquies.

#### Rèptils

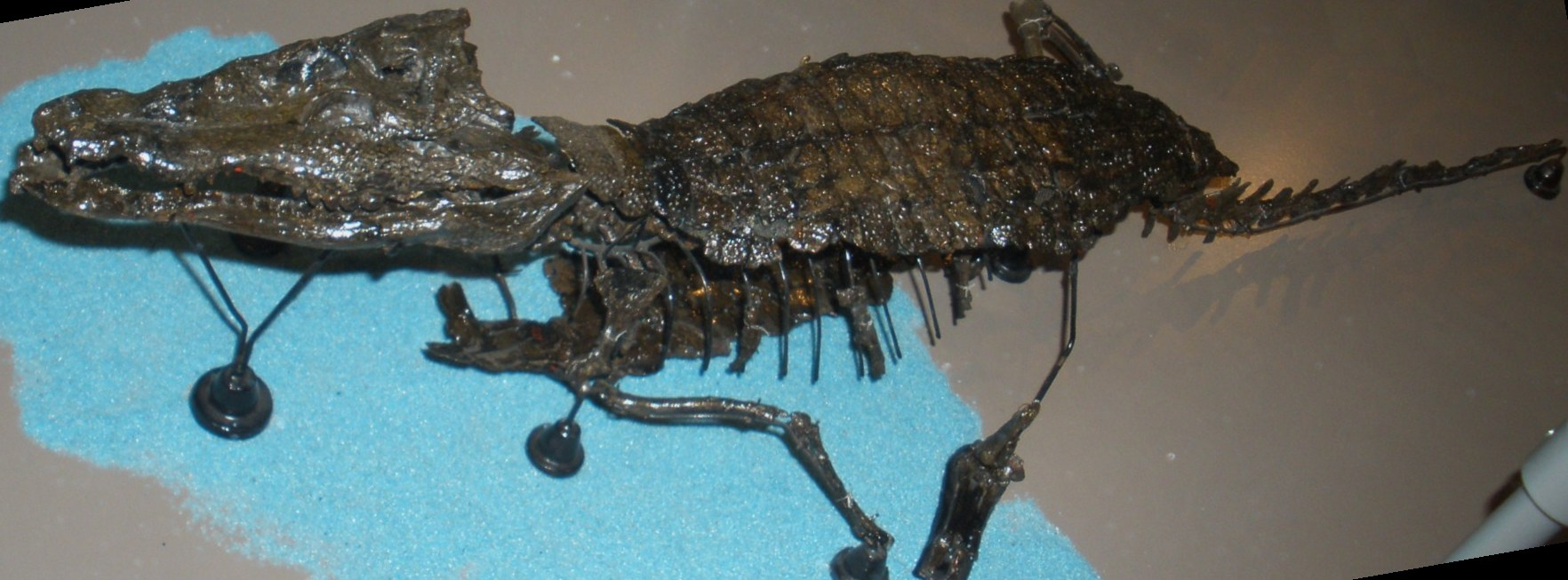
Bernissartia fagesi

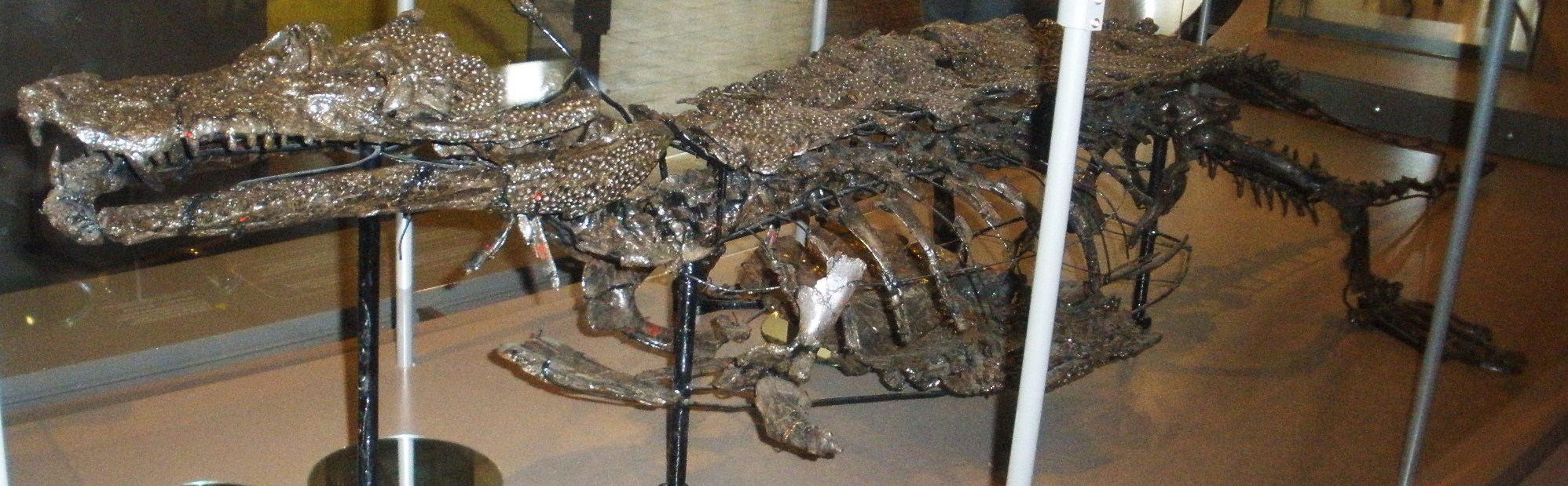
Goniopholis simus

- Tortugues: Chitracephalus dumonii, Peltochelys duchasteli.
- Crocodilians: Goniopholis simus, Bernissartia fagesii.
- Ornitòpodes: Iguanodon bernissartensis, Dollodon seelyi.[14]
- Teròpodes: Theropoda indet. (¿Altispinax dunkeri?), representat al jaciment per una única falange i desenes de copròlits.

### Paleoecologia
Les escasses restes de fusta mostren clars anells de creixement, la qual cosa indica una alternança d'estacions seques i humides.
La presència de peixos de l'ordre Amiiformes pot indicar la presència d'aigües estancades, pobres en oxigen, del tipus que es poden trobar avui en els manglars i pantans dels Everglades de Florida.
Les tortugues trobades pertanyen a grups els representants actuals dels quals només viuen en mitjans d'aigua dolça.
En altres formacions «wealdenques» de la regió s'han identificat restes de cupressàcies, araucariàcies i taxodiàcies, proporcionant una visió més àmplia de la diversitat paleoambiental regional de l'època.

### Biocronologia
El jaciment ha estat datat biocronològicament per pol·len fòssil entre el Barremià mitjà i l'inici de l'Aptià (Cretaci inferior), és a dir entre 130 i 112 milions d'anys enrere.

## Preparació i conservació de les restes

### Tractament
La pirita (disulfur de ferro) als ossos s'alterava a sulfat de ferro danyant les restes, fent-les clivellar-se i esmicolant-les. Els fòssils, quan estaven aïllats en l'argila del jaciment, es trobaven en un ambient anòxic que evitava el procés, però la reacció química natural va començar quan van ser exposats a l'aire. Per detenir aquesta «malaltia de la pirita», els ossos procedents del jaciment van ser tractats amb una gelatina elaborada amb cola d'ebenista i la pirita va ser extreta manualment. D'una vèrtebra d'Iguanodon es va arribar a obtenir un quilogram de pirita. Amb aquest mètode es van estar processant les restes recuperades fins a 1905.
El 1933 es van desmuntar tots els esquelets d'Iguanodon i van ser tractats de nou, ja que els canvis d'humitat i temperatura estaven tornant a danyar les restes. Aquesta vegada es va preparar un bany en una solució d'alcohol i goma laca. El muntatge per a la seva posterior exposició es va realitzar en dues grans vitrines de temperatura i humitat més estables. El procés va durar quatre anys.
L'últim tractament general es va realitzar el 2004, durant tres anys es van restaurar completament totes les peces. Es van reforçar amb una solució d'acetat de polivinil sintètic en acetona i alcohol i es van substituir les vitrines de l'exposició.

### Muntatge

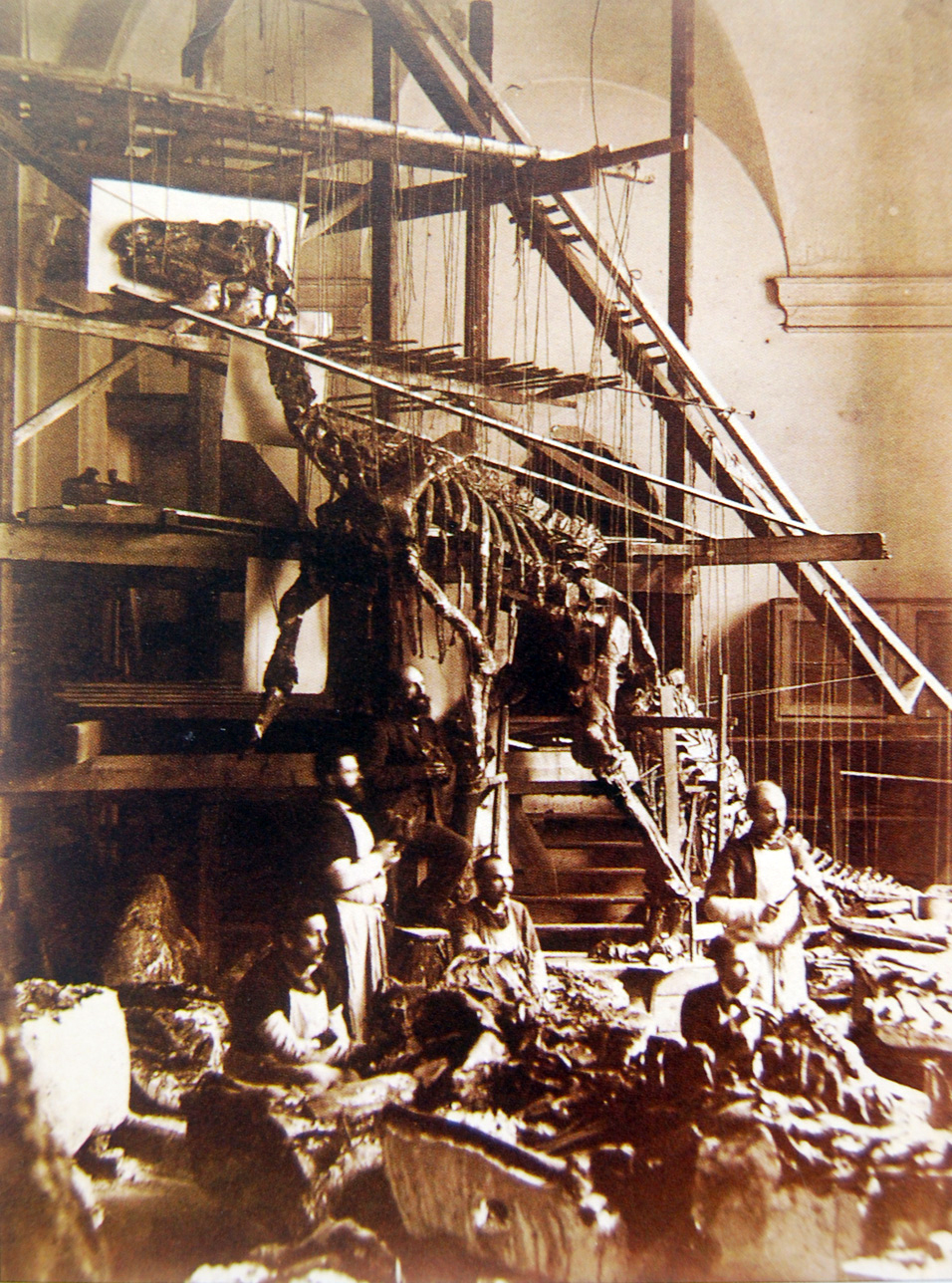
Taller de muntatge del primer esquelet d'Iguanodon de Bernissart. Dempeus, sota el dinosaure i amb el genoll doblegat: Louis de Pauw (fotografia de 1882).

El primer muntatge d'un Iguanodon de Bernissart -o, cosa que és el mateix, el primer muntatge d'un dinosaure complet de la història-, es va dur a terme el 1882 per Louis de Pauw sota la direcció de Louis Dollo, al taller que el Museu tenia a la capella de Sant Jordi del Palau Nassau de Brussel·les. Per a la seva representació en una actitud natural es van usar com a models els esquelets d'un cangur i d'un estruç. Un dibuix a escala natural dels ossos en la seva posició va servir de guia mentre els ossos fòssils es penjaven de cordes pendents d'una bastida construïda a l'efecte. Per al muntatge definitiu es va usar una estructura metàl·lica, el mateix sistema usat en tots els muntatges posteriors.

### Exhibició
El primer espècimen d'Iguanodon bernissartensis muntat va ser exposat el 1883 al pati del Palau Nassau, protegit per una vitrina. La següent ubicació, aquesta vegada una vitrina amb cinc exemplars, va ser en l'exterior del Museu, després del trasllat al seu emplaçament actual, molt més ampli, al parc Leopold.
Des de 1902 l'exhibició es realitzà en una nova sala del Museu construïda expressament per allotjar-la. Consta de vuit dels exemplars d'Iguanodon i el de Dollodon muntats drets i uns altres dinou iguanodonts mostrats com van ser trobats. Així mateix s'exhibeixen els cocodrils, tortugues peixos i restes vegetals. Un altre dels exemplars d'Iguanodon originals està exposat, muntat dret, en un petit museu ad hoc a la ciutat de Benissart, cedit pel museu de Brussel·les.
S'exhibeixen rèpliques de l'iguanodont de Bernissart al Museu d'Història Natural de la Universitat d'Oxford i al Museu Sedgwick de Ciències de la Terra a Cambridge.